# 杵築町 (大分県)
杵築町（きつきまち）は、大分県速見郡にあった町。現在の杵築市の一部にあたる。

## 地理
高山川と八坂川河口の三角地に位置していた。
- 海洋：守江湾[2]

## 歴史
- 1889年（明治22年）4月1日、町村制の施行により、速見郡杵築村、南杵築村、馬場尾村、宮司村が合併して町制施行し、杵築町が発足[1][2]。旧村名を継承した杵築、南杵築、馬場尾、宮司の4大字を編成[2]。
- 1933年（昭和8年）4月1日、東国東郡大内村と合併し杵築町が存続[1][2]。
- 1936年（昭和11年）1月1日、速見郡東村を編入[1][2]。
- 1955年（昭和30年）4月1日、速見郡八坂村・北杵築村、東国東郡奈狩江村と合併し、市制施行し杵築市を新設して廃止された[1][2]。

## 産業
- 農業、七島表、商業[2]

## 教育
- 1897年（明治30年）県立杵築中学校（現大分県立杵築高等学校）開校[2]
- 1908年（明治41年）女子実業学校開校[2]。その後、県立杵築高等女学校となる（現:大分県立杵築高等学校）[2]。
- 1926年（大正15年）杵築和洋裁縫女学校開校[2]